# Ochetostoma senegalense
Ochetostoma senegalense is een lepelworm uit de familie Thalassematidae.
De wetenschappelijke naam van de soort werd in 1960 gepubliceerd door Stephen.